# 奧斯特羅夫區
57°20′N 28°21′E / 57.333°N 28.350°E
奧斯特羅夫區（俄语：Островский район），是俄羅斯的一個區，位於該國西北部，由普斯科夫州負責管轄，面積2,400平方公里，2010年人口31,096，人口密度每平方公里12.96人。